# 蒂鲁波鲁尔
蒂鲁波鲁尔（Thiruporur），是印度泰米尔纳德邦Kancheepuram县的一个城镇。总人口8302（2001年）。

## 人口
该地2001年总人口8302人，其中男性4181人，女性4121人；0—6岁人口1049人，其中男546人，女503人；识字率69.90%，其中男性为76.90%，女性为62.80%。